# België op het Eurovisiesongfestival 2015
België nam deel aan het Eurovisiesongfestival 2015 in Wenen, Oostenrijk. Het was de 57ste deelname van het land op het Eurovisiesongfestival. De RTBF was verantwoordelijk voor de Belgische bijdrage voor de editie van 2015.

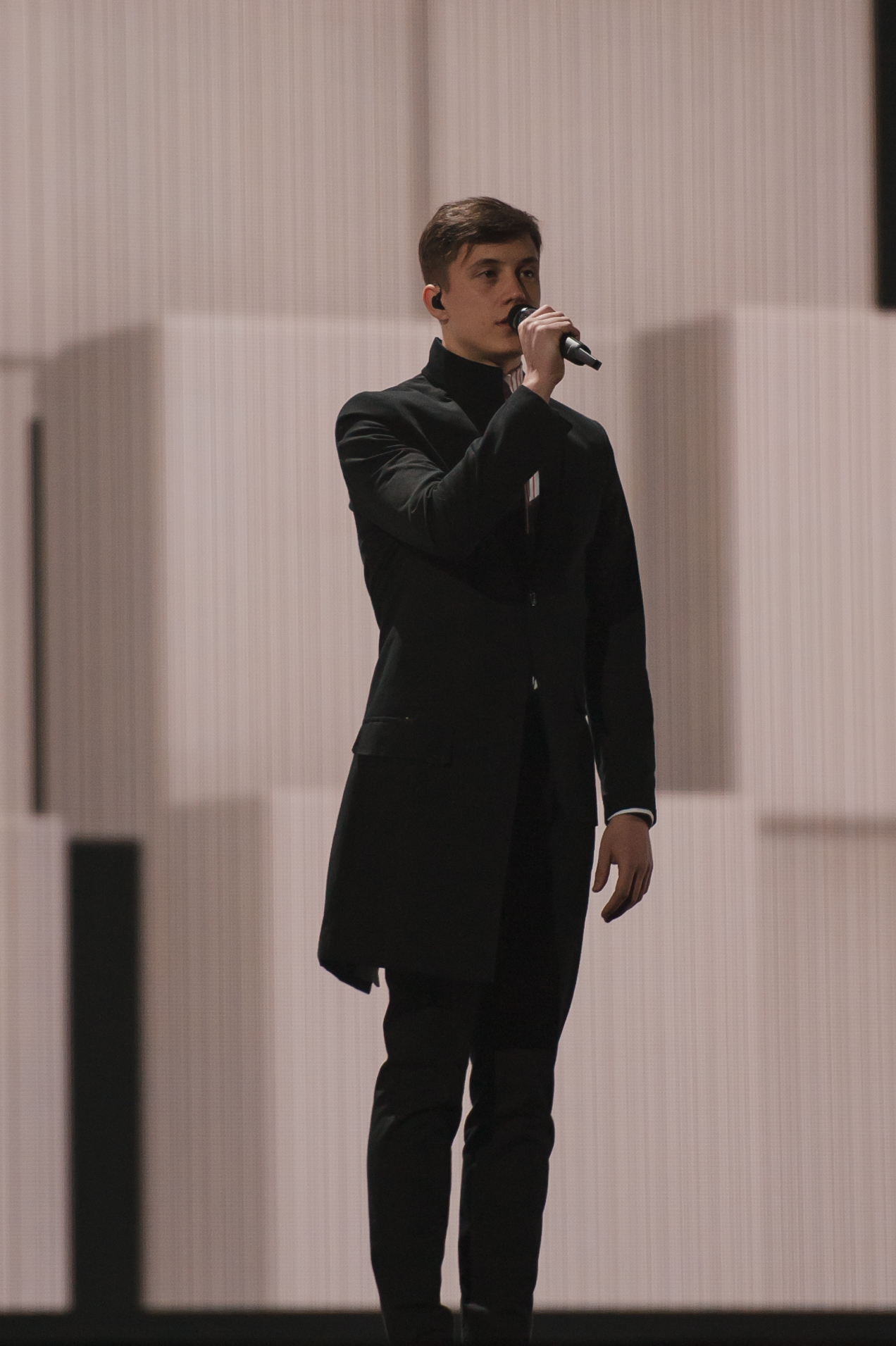
Loïc Nottet tijdens zijn optreden in Wenen

## Selectieprocedure
Op 3 november 2014 maakte de RTBF bekend dat het Loïc Nottet intern had gekozen om België te vertegenwoordigen op de zestigste editie van het Eurovisiesongfestival. De pas 18-jarige zanger raakte bekend bij het grote publiek dankzij zijn tweede plaats in de derde editie van The Voice Belgique. Opvallend: zijn twee voorgangers, Roberto Bellarosa en Axel Hirsoux, hebben beiden eveneens in het verleden deelgenomen aan The Voice Belgique, ook al werd Hirsoux door de VRT aangeduid. Bovendien komen Hirsoux en Nottet beiden uit het Henegouwse Courcelles. Op 10 maart stelde de RTBF het lied van Loïc Nottet voor: Rhythm Inside.

## In Wenen
België trad in Wenen in de eerste halve finale op dinsdag 19 mei aan. Loïc Nottet trad als derde van de zestien landen aan, na Genealogy uit Armenië en voor Trijntje Oosterhuis uit Nederland. België werd tweede met 149 punten waarmee het doorging naar de finale op 23 mei.
In de finale trad België als dertiende van de 27 acts aan, na Guy Sebastian uit Australië en voor The Makemakes uit gastland Oostenrijk. België eindigde als vierde met 217 punten. Een hoger puntenaantal ontving het land nooit eerder op het songfestival.

### Gekregen punten

#### Halve finale 1
| 12 punten                                      | 10 punten                      | 8 punten              | 7 punten            | 6 punten                                                             |
| ---------------------------------------------- | ------------------------------ | --------------------- | ------------------- | -------------------------------------------------------------------- |
| - Denemarken - Finland - Frankrijk - Nederland | - Estland - Hongarije - Spanje | - Australië - Rusland | - Roemenië - Servië | - Albanië - Oostenrijk - Griekenland - Noord-Macedonië - Wit-Rusland |
| 5 punten                                       | 4 punten                       | 3 punten              | 2 punten            | 1 punt                                                               |
| - Georgië - Moldavië                           |                                |                       |                     | - Armenië                                                            |

| Jury punten halve finale 1                            | Jury punten halve finale 1                           | Jury punten halve finale 1 | Jury punten halve finale 1 | Jury punten halve finale 1 |
| 12 punten                                             | 10 punten                                            | 8 punten                   | 7 punten                   | 6 punten                   |
| ----------------------------------------------------- | ---------------------------------------------------- | -------------------------- | -------------------------- | -------------------------- |
| - Estland - Finland - Hongarije - Nederland - Rusland | - Frankrijk - Griekenland - Noord-Macedonië - Spanje | - Denemarken - Roemenië    | - Oostenrijk - Servië      | - Wit-Rusland              |
| 5 punten                                              | 4 punten                                             | 3 punten                   | 2 punten                   | 1 punt                     |
| - Australië - Georgië                                 |                                                      | - Moldavië                 | - Albanië                  |                            |

| Televoting punten halve finale 1 | Televoting punten halve finale 1 | Televoting punten halve finale 1    | Televoting punten halve finale 1                         | Televoting punten halve finale 1 |
| 12 punten                        | 10 punten                        | 8 punten                            | 7 punten                                                 | 6 punten                         |
| -------------------------------- | -------------------------------- | ----------------------------------- | -------------------------------------------------------- | -------------------------------- |
| - Denemarken - Nederland         | - Australië - Finland            | - Spanje                            | - Albanië - Estland - Frankrijk - Moldavië - Wit-Rusland | - Armenië - Hongarije - Rusland  |
| 5 punten                         | 4 punten                         | 3 punten                            | 2 punten                                                 | 1 punt                           |
|                                  | - Roemenië                       | - Griekenland - Oostenrijk - Servië |                                                          | - Noord-Macedonië                |

#### Finale
| 12 punten                                    | 10 punten                                       | 8 punten                         | 7 punten                                                                                           | 6 punten                                             |
| -------------------------------------------- | ----------------------------------------------- | -------------------------------- | -------------------------------------------------------------------------------------------------- | ---------------------------------------------------- |
| - Frankrijk - Hongarije - Nederland          | - Rusland - Zweden                              | - Duitsland - Wit-Rusland        | - Cyprus - Denemarken - Estland - Finland - Griekenland - Italië - Litouwen - Noorwegen - Roemenië | - Australië - Georgië - Moldavië - Spanje - Tsjechië |
| 5 punten                                     | 4 punten                                        | 3 punten                         | 2 punten                                                                                           | 1 punt                                               |
| - Oostenrijk - Polen - Portugal - San Marino | - Armenië - IJsland - Israël - Letland - Servië | - Slovenië - Verenigd Koninkrijk | - Ierland - Zwitserland                                                                            | - Albanië - Noord-Macedonië                          |

| Jury punten finale                           | Jury punten finale                       | Jury punten finale                                                 | Jury punten finale               | Jury punten finale                                                                       |
| 12 punten                                    | 10 punten                                | 8 punten                                                           | 7 punten                         | 6 punten                                                                                 |
| -------------------------------------------- | ---------------------------------------- | ------------------------------------------------------------------ | -------------------------------- | ---------------------------------------------------------------------------------------- |
|                                              | - Frankrijk - Georgië - Rusland - Spanje | - Finland - Hongarije - Nederland - Zweden                         | - Estland - Italië - Wit-Rusland | - Cyprus - Duitsland - Griekenland - Litouwen - Moldavië - Noorwegen - Roemenië - Servië |
| 5 punten                                     | 4 punten                                 | 3 punten                                                           | 2 punten                         | 1 punt                                                                                   |
| - Denemarken - Polen - San Marino - Tsjechië | - Armenië - Portugal                     | - Australië - IJsland - Letland - Oostenrijk - Verenigd Koninkrijk | - Slovenië                       |                                                                                          |

| Televoting punten finale                 | Televoting punten finale                         | Televoting punten finale                                             | Televoting punten finale           | Televoting punten finale                                                            |
| 12 punten                                | 10 punten                                        | 8 punten                                                             | 7 punten                           | 6 punten                                                                            |
| ---------------------------------------- | ------------------------------------------------ | -------------------------------------------------------------------- | ---------------------------------- | ----------------------------------------------------------------------------------- |
| - Nederland                              | - Australië - Zweden                             | - Frankrijk - Hongarije - Rusland - Wit-Rusland                      | - Denemarken - Duitsland           | - Estland - Finland - Griekenland - IJsland - Israël - Litouwen - Noorwegen - Polen |
| 5 punten                                 | 4 punten                                         | 3 punten                                                             | 2 punten                           | 1 punt                                                                              |
| - Letland - Moldavië - Roemenië - Spanje | - Armenië - Cyprus - Malta - Portugal - Slovenië | - Azerbeidzjan - Georgië - Oostenrijk - Servië - Verenigd Koninkrijk | - Albanië - Tsjechië - Zwitserland | - Ierland - Italië - Noord-Macedonië                                                |

### Punten gegeven door België

#### Halve finale 1
Punten gegeven in de eerste halve finale:
| 12 punten | Armenië     |
| 10 punten | Albanië     |
| 8 punten  | Rusland     |
| 7 punten  | Roemenië    |
| 6 punten  | Nederland   |
| 5 punten  | Estland     |
| 4 punten  | Hongarije   |
| 3 punten  | Griekenland |
| 2 punten  | Georgië     |
| 1 punt    | Denemarken  |

| Halve finale 1 – Uitslag jury/televoting | Halve finale 1 – Uitslag jury/televoting | Halve finale 1 – Uitslag jury/televoting | Halve finale 1 – Uitslag jury/televoting | Halve finale 1 – Uitslag jury/televoting | Halve finale 1 – Uitslag jury/televoting | Halve finale 1 – Uitslag jury/televoting | Halve finale 1 – Uitslag jury/televoting | Halve finale 1 – Uitslag jury/televoting | Halve finale 1 – Uitslag jury/televoting | Halve finale 1 – Uitslag jury/televoting |
| Volgorde                                 | Land                                     | M. Gudanski                              | C. Wachel                                | F. Huby                                  | M. Giart                                 | M. Radelet                               | Gemiddelde juryranking                   | Televoting                               | Eindranking                              | Punten                                   |
| ---------------------------------------- | ---------------------------------------- | ---------------------------------------- | ---------------------------------------- | ---------------------------------------- | ---------------------------------------- | ---------------------------------------- | ---------------------------------------- | ---------------------------------------- | ---------------------------------------- | ---------------------------------------- |
| 01                                       | Moldavië                                 | 12                                       | 11                                       | 11                                       | 15                                       | 11                                       | 13                                       | 13                                       | 14                                       |                                          |
| 02                                       | Armenië                                  | 5                                        | 6                                        | 4                                        | 2                                        | 12                                       | 4                                        | 1                                        | 1                                        | 12                                       |
| 03                                       | België                                   |                                          |                                          |                                          |                                          |                                          |                                          |                                          |                                          |                                          |
| 04                                       | Nederland                                | 13                                       | 9                                        | 6                                        | 10                                       | 9                                        | 10                                       | 2                                        | 5                                        | 6                                        |
| 05                                       | Finland                                  | 11                                       | 14                                       | 13                                       | 8                                        | 14                                       | 12                                       | 10                                       | 12                                       |                                          |
| 06                                       | Griekenland                              | 10                                       | 4                                        | 9                                        | 4                                        | 7                                        | 6                                        | 9                                        | 8                                        | 3                                        |
| 07                                       | Estland                                  | 2                                        | 7                                        | 12                                       | 13                                       | 14                                       | 9                                        | 3                                        | 6                                        | 5                                        |
| 08                                       | Noord-Macedonië                          | 14                                       | 13                                       | 14                                       | 12                                       | 13                                       | 14                                       | 15                                       | 15                                       |                                          |
| 09                                       | Servië                                   | 15                                       | 15                                       | 15                                       | 14                                       | 15                                       | 15                                       | 6                                        | 11                                       |                                          |
| 10                                       | Hongarije                                | 4                                        | 1                                        | 3                                        | 1                                        | 1                                        | 1                                        | 11                                       | 7                                        | 4                                        |
| 11                                       | Wit-Rusland                              | 9                                        | 10                                       | 8                                        | 11                                       | 10                                       | 11                                       | 14                                       | 13                                       |                                          |
| 12                                       | Rusland                                  | 3                                        | 2                                        | 1                                        | 3                                        | 2                                        | 2                                        | 7                                        | 3                                        | 8                                        |
| 13                                       | Denemarken                               | 7                                        | 8                                        | 7                                        | 6                                        | 6                                        | 7                                        | 12                                       | 10                                       | 1                                        |
| 14                                       | Albanië                                  | 8                                        | 3                                        | 2                                        | 7                                        | 3                                        | 3                                        | 4                                        | 2                                        | 10                                       |
| 15                                       | Roemenië                                 | 1                                        | 12                                       | 5                                        | 5                                        | 8                                        | 5                                        | 5                                        | 4                                        | 7                                        |
| 16                                       | Georgië                                  | 6                                        | 5                                        | 10                                       | 9                                        | 5                                        | 8                                        | 8                                        | 9                                        | 2                                        |

#### Finale
Punten gegeven in de finale:
| 12 punten | Zweden    |
| 10 punten | Rusland   |
| 8 punten  | Italië    |
| 7 punten  | Letland   |
| 6 punten  | Albanië   |
| 5 punten  | Roemenië  |
| 4 punten  | Australië |
| 3 punten  | Armenië   |
| 2 punten  | Estland   |
| 1 punt    | Georgië   |

| Finale - Uitsplitsing jury/televoting | Finale - Uitsplitsing jury/televoting | Finale - Uitsplitsing jury/televoting | Finale - Uitsplitsing jury/televoting | Finale - Uitsplitsing jury/televoting | Finale - Uitsplitsing jury/televoting | Finale - Uitsplitsing jury/televoting | Finale - Uitsplitsing jury/televoting | Finale - Uitsplitsing jury/televoting | Finale - Uitsplitsing jury/televoting | Finale - Uitsplitsing jury/televoting |
| Volgorde                              | Land                                  | M. Gudanski                           | C. Wachel                             | F. Huby                               | M. Giart                              | M. Radelet                            | Gemiddelde juryranking                | Televoting                            | Eindresultaat                         | Punten                                |
| ------------------------------------- | ------------------------------------- | ------------------------------------- | ------------------------------------- | ------------------------------------- | ------------------------------------- | ------------------------------------- | ------------------------------------- | ------------------------------------- | ------------------------------------- | ------------------------------------- |
| 01                                    | Slovenië                              | 2                                     | 17                                    | 16                                    | 21                                    | 14                                    | 15                                    | 24                                    | 23                                    |                                       |
| 02                                    | Frankrijk                             | 24                                    | 26                                    | 25                                    | 24                                    | 24                                    | 24                                    | 15                                    | 22                                    |                                       |
| 03                                    | Israël                                | 16                                    | 14                                    | 24                                    | 23                                    | 21                                    | 23                                    | 8                                     | 15                                    |                                       |
| 04                                    | Estland                               | 4                                     | 6                                     | 18                                    | 16                                    | 15                                    | 13                                    | 9                                     | 9                                     | 2                                     |
| 05                                    | Verenigd Koninkrijk                   | 19                                    | 25                                    | 15                                    | 20                                    | 18                                    | 21                                    | 23                                    | 26                                    |                                       |
| 06                                    | Armenië                               | 22                                    | 11                                    | 9                                     | 18                                    | 13                                    | 16                                    | 5                                     | 8                                     | 3                                     |
| 07                                    | Litouwen                              | 25                                    | 24                                    | 23                                    | 26                                    | 25                                    | 25                                    | 18                                    | 24                                    |                                       |
| 08                                    | Servië                                | 26                                    | 23                                    | 26                                    | 25                                    | 26                                    | 26                                    | 13                                    | 21                                    |                                       |
| 09                                    | Noorwegen                             | 3                                     | 7                                     | 17                                    | 22                                    | 17                                    | 14                                    | 17                                    | 16                                    |                                       |
| 10                                    | Zweden                                | 10                                    | 3                                     | 6                                     | 6                                     | 6                                     | 3                                     | 2                                     | 1                                     | 12                                    |
| 11                                    | Cyprus                                | 14                                    | 15                                    | 5                                     | 14                                    | 9                                     | 12                                    | 22                                    | 18                                    |                                       |
| 12                                    | Australië                             | 15                                    | 10                                    | 2                                     | 3                                     | 2                                     | 4                                     | 12                                    | 7                                     | 4                                     |
| 13                                    | België                                |                                       |                                       |                                       |                                       |                                       |                                       |                                       |                                       |                                       |
| 14                                    | Oostenrijk                            | 7                                     | 13                                    | 7                                     | 9                                     | 5                                     | 6                                     | 26                                    | 17                                    |                                       |
| 15                                    | Griekenland                           | 23                                    | 20                                    | 20                                    | 15                                    | 20                                    | 22                                    | 16                                    | 20                                    |                                       |
| 16                                    | Montenegro                            | 12                                    | 19                                    | 22                                    | 13                                    | 19                                    | 18                                    | 25                                    | 25                                    |                                       |
| 17                                    | Duitsland                             | 11                                    | 5                                     | 3                                     | 10                                    | 3                                     | 5                                     | 19                                    | 11                                    |                                       |
| 18                                    | Polen                                 | 21                                    | 22                                    | 19                                    | 17                                    | 16                                    | 20                                    | 6                                     | 12                                    |                                       |
| 19                                    | Letland                               | 1                                     | 1                                     | 1                                     | 2                                     | 1                                     | 1                                     | 11                                    | 4                                     | 7                                     |
| 20                                    | Roemenië                              | 5                                     | 4                                     | 12                                    | 8                                     | 12                                    | 7                                     | 7                                     | 6                                     | 5                                     |
| 21                                    | Spanje                                | 20                                    | 16                                    | 21                                    | 7                                     | 22                                    | 19                                    | 10                                    | 13                                    |                                       |
| 22                                    | Hongarije                             | 8                                     | 8                                     | 10                                    | 19                                    | 8                                     | 9                                     | 21                                    | 14                                    |                                       |
| 23                                    | Georgië                               | 17                                    | 9                                     | 13                                    | 5                                     | 7                                     | 8                                     | 14                                    | 10                                    | 1                                     |
| 24                                    | Azerbeidzjan                          | 18                                    | 21                                    | 8                                     | 12                                    | 23                                    | 17                                    | 20                                    | 19                                    |                                       |
| 25                                    | Rusland                               | 9                                     | 2                                     | 4                                     | 1                                     | 4                                     | 2                                     | 4                                     | 2                                     | 10                                    |
| 26                                    | Albanië                               | 6                                     | 18                                    | 11                                    | 11                                    | 10                                    | 11                                    | 3                                     | 5                                     | 6                                     |
| 27                                    | Italië                                | 13                                    | 12                                    | 14                                    | 4                                     | 11                                    | 10                                    | 1                                     | 3                                     | 8                                     |

1956 · 1957 · 1958 · 1959 · 1960 · 1961 · 1962 · 1963 · 1964 · 1965 · 1966 · 1967 · 1968 · 1969 · 1970 · 1971 · 1972 · 1973 · 1974· 1975 · 1976 · 1977 · 1978 · 1979 · 1980 · 1981 · 1982 · 1983 · 1984 · 1985 · 1986 · 1987 · 1988 · 1989 · 1990 · 1991 · 1992 · 1993 · 1994 · 1995 · 1996 · 1997 · 1998 · 1999 · 2000 · 2001 · 2002 · 2003 · 2004 · 2005 · 2006 · 2007 · 2008 · 2009 · 2010 · 2011 · 2012 · 2013 · 2014 · 2015 · 2016 · 2017 · 2018 · 2019 · 2020 · 2021 · 2022 · 2023 · 2024 · 2025
Albanië · Armenië · Australië · Azerbeidzjan · België · Cyprus · Denemarken · Duitsland · Estland · Finland · Frankrijk · Georgië · Griekenland · Hongarije · Ierland · IJsland · Israël · Italië · Letland · Litouwen · Macedonië · Malta · Moldavië · Montenegro · Nederland · Noorwegen · Oostenrijk · Polen · Portugal · Roemenië · Rusland · San Marino · Servië · Slovenië · Spanje · Tsjechië · Verenigd Koninkrijk · Wit-Rusland · Zweden · Zwitserland